# Забелин, Александр Николаевич
Алекса́ндр Никола́евич Забе́лин (род. 6 декабря 1931) — советский стрелок из пистолета, бронзовый призёр Олимпийских игр. Мастер спорта СССР (1956). Почётный мастер спорта СССР (1963). Заслуженный мастер спорта СССР (1962). Заслуженный тренер РСФСР.

## Карьера
На Олимпиаде в Риме Александр Забелин в стрельбе из скорострельного пистолета с 25 метров выиграл бронзовую медаль. На следующих Играх он занял 16-е место.

## Образование
Выпускник Государственного института физической культуры имени П. Ф. Лесгафта.

## Награды
- Медаль «За трудовое отличие» (16.09.1960) — за успешные выступления в XVII летних и VIII зимних Олимпийских играх 1960 года, а также за выдающиеся спортивные достижения[4]